# Šalgočiansky park
Šalgočiansky park je chráněný areál v katastrálním území obce Šalgočka v okrese Galanta v Trnavském kraji na Slovensku. Území bylo vyhlášeno či novelizováno v roce 1983 a jeho rozloha je 2,61 hektaru. Předmětem ochrany je největší plocha souvislé zeleně v aglomeraci obcí Šalgočka, Pusté Sady a Zemianske Sady.